# 1548년

## 연호
- 명(明) 가정(嘉靖) 27년
- 일본(日本) 덴분(天文) 17년
- 후 레 왕조(後黎朝) 응우옌호아(元和) 16년
- 막 왕조(莫朝) 빈딘(永定) 2년 / 까인릭(景曆) 원년

## 기년
- 류큐(琉球) 쇼세이왕(尚清王) 22년
- 명(明) 세종 가정제(世宗 嘉靖帝) 27년
- 조선(朝鮮) 명종(明宗) 3년
- 후 레 왕조(後黎朝) 장종(莊宗) 16년
- 막 왕조(莫朝) 선종(宣宗) 2년

## 탄생
- 7월 8일 - 조선의 정치인 김장생. (~1631년)

### 미상
- 일본의 센고쿠 시대에 활약한 무장 다카하시 쇼운. (~1586년)
- 이탈리아 사상가, 철학자, 천문학자 조르다노 브루노. (~1600년)

## 사망
- 9월 5일 - 영국왕 헨리 8세의 6번째 부인 캐서린 파. (1512년~)